# Hawkeye (TV-serie, 1994)
Hawkeye är en kanadensisk TV-serie från 1994, skapad av Kim LeMasters. Serien är löst baserad på James Fenimore Coopers berättelser om Hököga.

## Handling
År 1755 är Elizabeth Shields och hennes man William på väg till Fort Bennington för att bosätta sig där och ta över handelsstationen. Williams bror Taylor Shields leder de engelska styrkorna i fortet. Elizabeth och hennes man blir överfallna av indianer men räddas av Hawkeye. 
Engelska och franska styrkor slåss om herraväldet över den nya kontinenten. Taylor Shields har skumma affärer för sig och när brodern hotar honom lurar Taylor in honom i ett bakhåll och William tas tillfånga av fransmännen.

## Rollista (i urval)
- Lee Horsley – Nathaniel "Hawkeye" Bumpo
- Lynda Carter – Elizabeth Shields
- Lochlyn Munro – McKinney
- Garwin Sanford – Kapten Taylor Shields
- Rodney A. Grant – Chingachgook
- Jed Rees – Peevey